# Jean-Marc Ayrault
Jean-Marc Ayrault (sinh ngày 25 tháng 1 năm 1950 tại Maulévrier, Maine-et-Loire) là một nhà chính trị Pháp, Thủ tướng Pháp từ ngày 16 tháng 5 năm 2012. Ông là đảng viên Đảng Xã hội. Ông cũng là Thị trưởng Nantes, từng là lãnh đạo nhóm nghị sĩ của Đảng Xã hội tại Quốc hội Pháp từ năm 1997 đến năm 2012.